# Государственная премия Российской Федерации в области благотворительной деятельности
Госуда́рственная пре́мия Росси́йской Федера́ции в области благотворительной деятельности установлена указом президента РФ № 491 от 30 сентября 2015 года. Первоначально вручалась в декабре, в 2020-е годы вручается в День России 12 июня.
Ежегодно с 2016 года присуждалась одна Государственная премия РФ за выдающиеся достижения в области благотворительной деятельности, с 2021/22 года вручается две премии. Размер премии по состоянию на 2016 год составлял 2,5 млн рублей, в редакции указа от 2022 года — 10 млн рублей. Первичным сбором заявок и определением кандидатур на присуждение премии занимается Общественная комиссия при Президенте Российской Федерации, действующая на базе аппарата Уполномоченного по правам человека в Российской Федерации.

## Лауреаты
Лауреат 2016 года:
- Ткаченко, Александр Евгеньевич, директор Санкт-Петербургского Детского хосписа;

Лауреат 2017 года:
- Вавилов, Владимир Владимирович — председатель правления Регионального общественного благотворительного фонда помощи детям, больным лейкемией, имени Анжелы Вавиловой, Республика Татарстан[4].

Лауреат 2018 года:
- Амбиндер, Лев Сергеевич — автор и руководитель проекта «Российский фонд помощи» Издательского дома «Коммерсантъ» (Русфонд, rusfond.ru)[5].

Лауреат 2019 года:
- Хабенский, Константин Юрьевич, учредитель благотворительного фонда Константина Хабенского, специализирующегося на организации помощи детям с онкологическими и другими тяжелыми заболеваниями головного мозга.

Лауреат 2020 года, премия вручена в июне 2021 года:
- Захарова, Фаина Яковлевна — президент фонда «Линия жизни», занимающегося помощью детям с врождённым пороком сердца[6][7].

В 2022 году за выдающиеся достижения в области правозащитной деятельности 2021 года присвоено почетное звание лауреата Государственной премии Российской Федерации:
- Урманчеевой Маргарите Алексеевне, президенту Санкт-Петербургской ассоциации общественных объединений родителей детей-инвалидов «ГАООРДИ»
- Олескиной Елизавете Александровне, директору Благотворительного фонда помощи пожилым людям и инвалидам «Старость в радость»[8].

В 2023 году Премия присуждена (за заслуги в 2022 году):
- Демичевой Ольге Юрьевне — президенту Международной благотворительной общественной организации «Справедливая помощь Доктора Лизы»
- Зимовой Юлии Константиновне — заместителю председателя комиссии Общественной палаты Российской Федерации по демографии, защите семьи, детей и традиционных семейных ценностей[9].

В 2024 году Премия присуждена:
- Слабжанину Николаю Юрьевичу — исполнительному директору организации «Детские деревни — SOS». «Детские деревни — SOS» занимается профилактикой социального сиротства; удалось сохранить семьи с более 30 тысячами детей.
- Белеховой Юлии Александровне, главе «Комитета семей воинов Отечества». «Комитет семей воинов Отечества» посвящен близким родственникам бойцов СВО[10][11].